# Gu Hong
Gu Hong (chinesisch 谷红, Pinyin Gǔ Hóng; * 6. November 1988 in Dandong) ist eine chinesische Boxerin im Weltergewicht.

## Karriere
Gu Hong begann 2012 mit dem Boxsport, nachdem sie zuvor Wushu ausgeübt hatte. 2015, 2017 und 2019 gewann sie jeweils die Asienmeisterschaften, wobei ihr 2017 ein Finalsieg gegen Valentina Khalzova, sowie 2019 unter anderem Siege gegen die spätere Olympiateilnehmerin Schachnossa Junussowa und die Weltmeisterin 2018 Chen Nien-chin gelangen.
Bei den Weltmeisterschaften 2016 verlor sie erst im Finale knapp mit 1:2 gegen Valentina Khalzova und bei den Weltmeisterschaften 2018 ebenfalls erst im Finale knapp mit 2:3 gegen Chen Nien-chin.
2020 gewann sie die asiatisch-ozeanische Olympiaqualifikation in Amman, wobei sie gegen Valentina Khalzova, Lovlina Borgohain und Chen Nien-chin besiegen konnte. Sie startete daraufhin bei den Olympischen Spielen 2020 in Tokio, wo sie sich gegen Baison Manikon, Alcinda Panguana und Oshae Jones in das Finale vorkämpfte, wo sie gegen Busenaz Sürmeneli unterlag und die olympische Silbermedaille gewann.